# Country-Musik 1943
Die Liste bietet eine Übersicht über das Jahr 1943 im Genre Country-Musik.

## Ereignisse
- Mother Maybelle Carter gründet mit ihren Töchtern Anita, June und Helen die Carter Family erneut.

## Top-Hits des Jahres
- Columbus Stockade Blues – Jimmie Davis
- Have I Stayed Away Too Long – Tex Ritter
- Home in San Antone – Bob Wills and his Texas Playboys
- Low and Lonely – Roy Acuff
- Miss Molly – Bob Wills and his Texas Playboys
- My Confession – Bob Wills and his Texas Playboys
- Night Train to Memphis – Roy Acuff
- No Letter Today – Ted Daffan's Texans
- Pistol Packlin Mama – Al Dexter
- Song Of The Sierras – Jimmy Wakely
- That Old Grey Mare Is Back Where She Used to Be – Carson Robison
- There's a Star-Spangled Banner Flying Somewhere – Jimmy Wakely
- Think of Me – Roy Rogers
- You Are My Sunshine – Jimmie Davis
- You Nearly Lose Your Mind – Ernest Tubb

## Geboren
- 05. Januar – Doug Spartz
- 10. Januar – Jim Croce
- 16. Januar – Ronnie Milsap
- 04. Mai – Terry Allen
- 25. Mai – Jessi Colter
- 05. August – Sammi Smith
- 12. September – Maria Muldaur
- 31. Dezember – John Denver